# Ephippiochthonius iranicus
Espèce
Synonymes
- Chthonius iranicus Beier, 1971

Ephippiochthonius iranicus est une espèce de pseudoscorpions de la famille des Chthoniidae.

## Distribution
Cette espèce est endémique d'Iran. Elle se rencontre dans l'Elbourz.

## Description
Le mâle holotype mesure 1,4 mm.

## Étymologie
Son nom d'espèce lui a été donné en référence au lieu de sa découverte, l'Iran.

## Publication originale
- (de) Max Beier, « Pseudoskorpione aus dem Iran », Annalen des Naturhistorischen Museums in Wien, vol. 75,‎ octobre 1971, p. 357-366 (JSTOR 41769357, lire en ligne).